# Alliance (Luisiana)

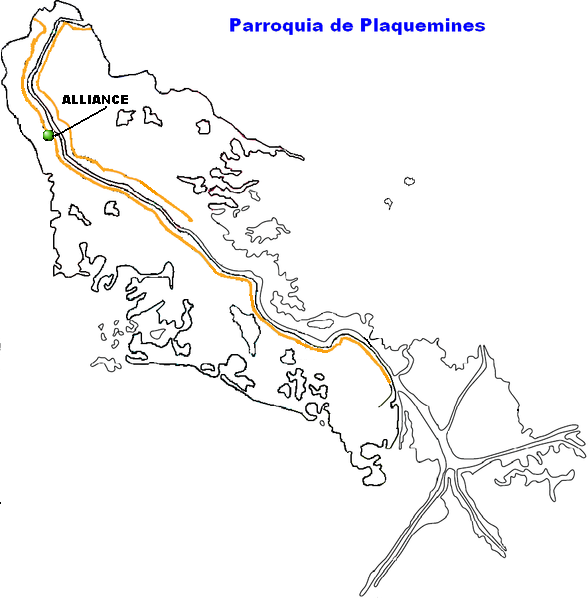
Localización de Alliance en el mapa de la Parroquia de Plaquemines.

Alliance es una pequeña comunidad ubicada sobre el delta del río Misisipi, dentro de la parroquia de Plaquemines, en el estado de Luisiana, Estados Unidos.

## Geografía
La localidad de Alliance se localiza en 29°68′9″N 89°98′2″O (29.689N, 89.982 O.). Esta comunidad posee sólo siete pies de elevación sobre el nivel del mar, convirtiéndola una zona proclive a las inundaciones. Su población es inferior a los doscientos pobladores. Alliance se localiza a treinta y dos kilómetros de Nueva Orleans la principal ciudad de todo el estado, y a quinientos dieciocho kilómetros del aeropuerto internacional más cercano, el (IAH) Houston George Bush Intercontinental Airport.